# Edan Alexander
Edan Alexander (* 1. Januar 2007) ist ein US-amerikanischer Kinderdarsteller. Bekanntheit erlangte er vor allem für seine Rolle in der Sitcom Two and a Half Men.

## Leben
2014 übernahm Alexander für die finale Staffel von Two and a Half Men die Nebenrolle des Louis und erhielt pro Folge eine Gage von 18.000 US-Dollar. Die Produzenten der Show kündigten eine eigene Show für den Kinderdarsteller an.

## Filmografie
- 2014–2015: Two and a Half Men
- 2015: Emily & Tim
- 2017: Kevin Can Wait
- 2017: Nightcap (Fernsehserie, eine Folge)
- 2018: Unersetzlich
- 2020: The Undoing (Miniserie)